# Alma Tapia
Alma Tapia Bolívar, née San Lorenzo de El Escorial en 1906 et morte en 1993 à Mexico, est une dessinatrice républicaine espagnole, exilée au Mexique sous la dictature franquiste.

## Biographie
Alma Tapia est la fille du poète et journaliste Luis de Tapia et de Pilar Bolívar, nièce du scientifique Ignacio Bolívar Urrutia. Elle reçoit une éducation avant-gardiste pour l'époque, liée à l'Institution libre d'enseignement. Elle intègre ainsi l'Instituto-Escuela de Madrid, dans laquelle elle s'illustre dans le domaine des sports,. Bien qu'elle ne reçoit pas spécifiquement une formation artistique spécifique, elle devient dessinatrice.
Elle illustre ainsi une dizaine de contes pour enfants enfants écrits par son père en 1923, publiés dans l'hebdomadaire satirique Buen Humor.
Elle publie plus tard ses illustrations dans d'autres revues, comme Gutiérrez, Estampa et Ondas.
Elle illustre aussi les ouvrages pour enfants des écrivaines Josefina Bolinaga, en 1933, et d'Elena Fortún, en 1934. L'illustration des livres pour la jeunesse sont en effet l'un des moyens de se faire remarquer pour les artistes féminines de l'époque, comme l'a fait la peintre Delhy Tejero, membre du mouvement des Las Sinsombrero.
Alma Tapia travaille plus tard dans le monde du théâtre, auquel collaborent dans l'Espagne de l'époque des femmes artistes comme Victorina Durán et Maruja Mallo. Elle est ainsi chargée des décors de la pièce ¡Mecachis, qué guapo soy!, de Carlos Arniches. Son intérêt par le théâtre l'amène à participer à un voyage en URSS durant les mois d'octobre et de novembre 1933, en compagnie de son frère Daniel et de son amie et étudiante en architecture Matilde Ucelay.

### Engagement féministe
La conscience politique d'Alma Tapia l'encourage à lutter pour les droits des femmes. Sa famille est connue pour ses convictions républicaines ; son père Luis de Tapia, est élu député indépendant de Madrid le 28 juillet 1931.
Alma Tapia est l'une des signataires de l'Appel des Adhérentes du Parti républicain radical Socialiste en septembre 1930.
Elle est également membre du Lyceum Club Feminino, association féministe de Madrid.

### Guerre d'Espagne et exil au Mexique
Le soulèvement nationaliste des 17 et 18 juillet 1936 en Espagne modifie considérablement la vie d'Alma Tapia. Elle doit déménager vers Valence, en zone républicaine, où continue la lutte en faveur de la République en dessinant les affiches Alistaos en las milicias aragonesas (en français : Rejoignez les milices aragonaises) de l'UGT et de la CNT.Son père, Luis de Tapia, est placé dans un hôpital psychiatrique de Quart de Poblet, où il meurt le 11 avril 1937,,. Quelques mois après, Alma Tapia rejoint sa mère à Barcelone, où elles reçoivent l'aide du grand-père d'Alma, Ignacio Bolívar, et celle de son ami José Cuatrecasas. Au printemps 1938, Alma illustre la revue Música, éditée à Barcelone par le Conseil Central de la Musique dirigé par Rodolfo Halffter. Mais les deux femmes, avec Pilar Villalba Ruiz, belle-sœur d'Alma, doivent s'exiler lors de la Retirada vers la France en février 1939. Elles trouvent refuge à Perpignan, avant de rejoindre Toulouse en avril.
Elles réussissent à embarquer dans un bateau depuis la France, le Westerland, opéré par la Holland-America Line, via Anvers et Southampton, pour New York, ville qu'elles rejoignent le 8 juillet 1939. Elles effectuent un voyage en autobus jusqu'au Mexique, où elle gagnent la ville de Nuevo Laredo le 21 juillet 1939 sous le statut d'asile politique,. Le groupe rejoint la ville de Mexico le 10 août,.
Alma Tapia meurt, en exil, dans cette ville le 23 octobre 1993, à l'âge de 86 ans, et ses cendres reposent au Panthéon espagnol de Mexico.